# Wonsan
Wŏnsan en coreà: 원산시) és la capital de la província de Kangwon, és una ciutat portuària nord-coreana, situada en el golf de Tongjoson.

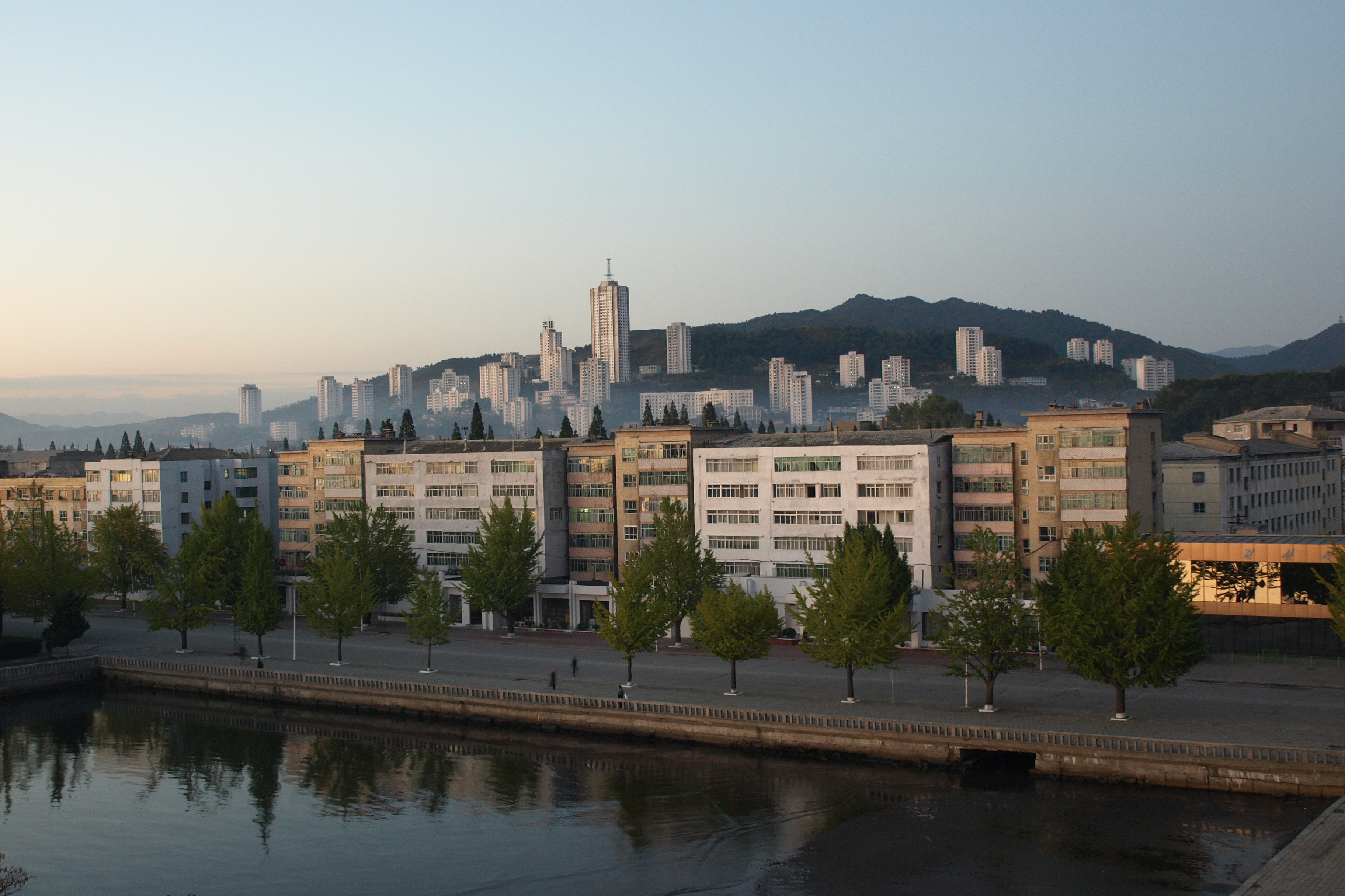
Wonsan

## Història

Explosió produïda pel bombardeig d'un Invasor B-26 sobre Wonsan durant la Guerra de Corea.

Wonsan va obrir els seus ports al comerç en l'any 1880. El seu nom original era Wŏnsanjin, però també es coneixia amb el nom donat pels russos: Port Lazarev. Sota l'ocupació japonesa (1910-1945) va ser anomenada Gensan. En l'any 1914 es van inaugurar les línies de ferrocarrils Pyongwon i Gyeongwon, que connecten la ciutat amb Pyongyang (llavors coneguda com a Heijo) i Seül (llavors coneguda com a Kyongsong). Així, la ciutat es va desenvolupar gradualment al centre de distribució de productes orientals. Sota l'ocupació japonesa, la ciutat va ser molt industrialitzada i va servir com a punt d'importació en la distribució del comerç entre Corea i l'illa principal del Japó.

## Fronteres provincials
Wŏnsan estava situada a la província de Hamgyong del Sud, però quan les fronteres provincials van ser redissenyades en 1946, es va unir a la meitat nord de Kangwon (que en l'any 1945 havia estat dividida en el paral·lel 38 nord en una zona sota control soviètic en el nord i un de control nord-americà en el sud) i es va convertir en la seva capital, ja que les anteriors capitals tradicionals de Kangwŏn (Wonju entre 1395-1895 i Chuncheon des de 1896), van quedar al sud del paral·lel 38 i al sud de la demarcació militar que va reemplaçar el paral·lel 38 com a frontera en l'any 1953. Wonsan va ser bombardejada per les Nacions Unides durant el bloqueig de Wonsan en la Guerra de Corea. De fet, d'acord amb la història oficial de la Marina dels Estats Units, Wŏnsan va estar sota un setge i un bombardeig constant de la Marina nord-americana des de març de 1951 fins al 27 de juliol de 1953, per la qual cosa va ser el setge més llarg de la història naval nord-americana moderna. Al final de la guerra la ciutat va quedar com una gran petxina.Després de la seva recuperació, Wŏnsan va servir com el centre administratiu de la província de Kangwon, estatus amb el qual continua en l'actualitat.

## Geografia i clima

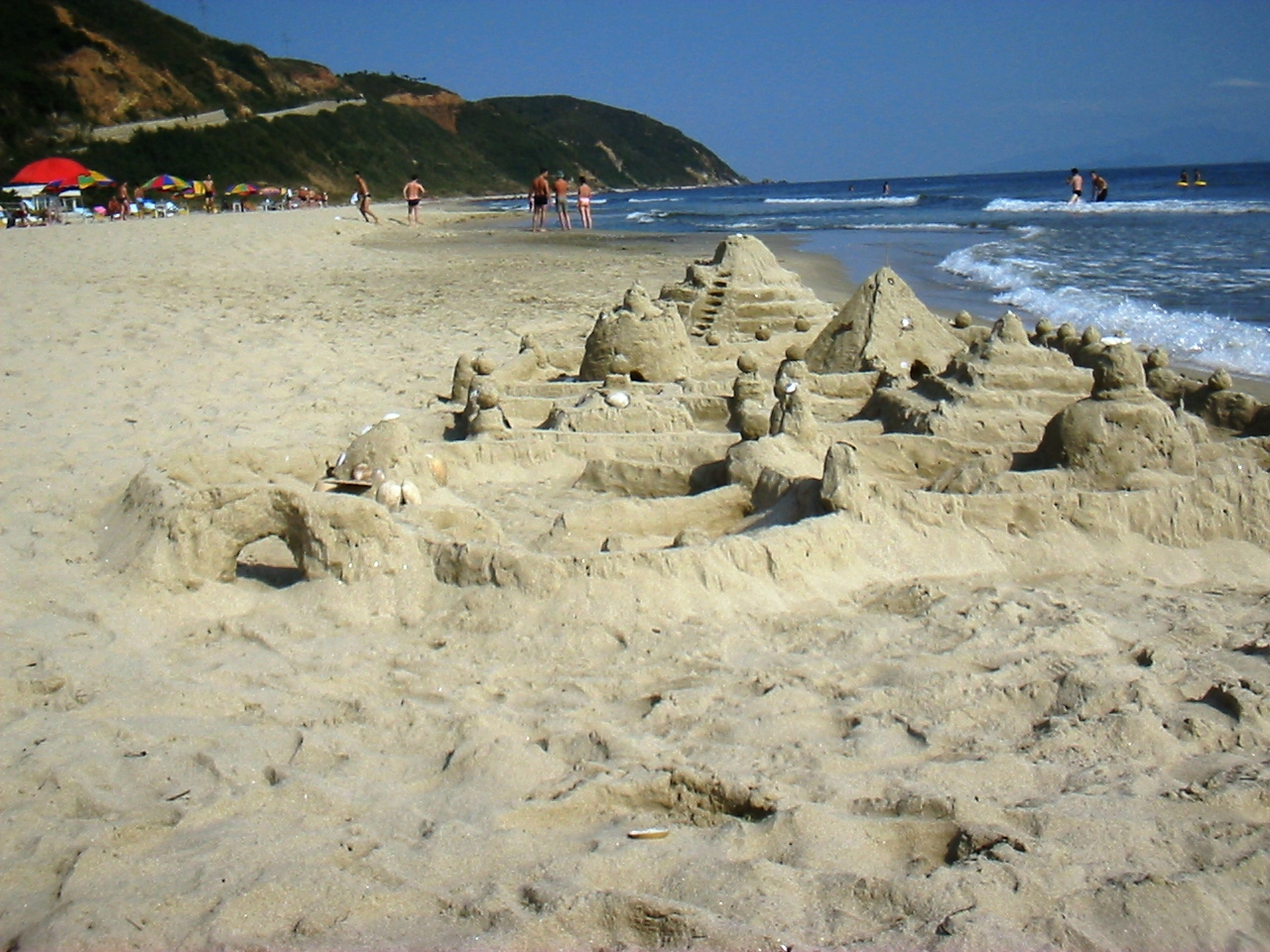
Platja a mar obert en les rodalies de la ciutat de Wonsan.

La superfície de Wŏnsan és de 269 quilòmetres quadrats. Està situada a la província de Kangwon, en la part més occidental del Mar del Japó (Mar de l'Est de Corea) i l'extrem est del coll de la península de Corea. A l'oest de la ciutat es troben la Muntanya Changdok (Changdok-sant) i la Muntanya Naphal (Naphal-sant). La zona costanera immediata a Wonsan inclou un flanc de més de 20 illes petites, incloent l'illa de Hwangt'o i l'illa de Ryo. Wŏnsan es considera un indret amb un excel·lent port natural. La Muntanya Kumgang es troba prop de Wŏnsan. La ciutat té un clima entre subtropical humit que està molt prop d'un clima continental humit.

## Economia

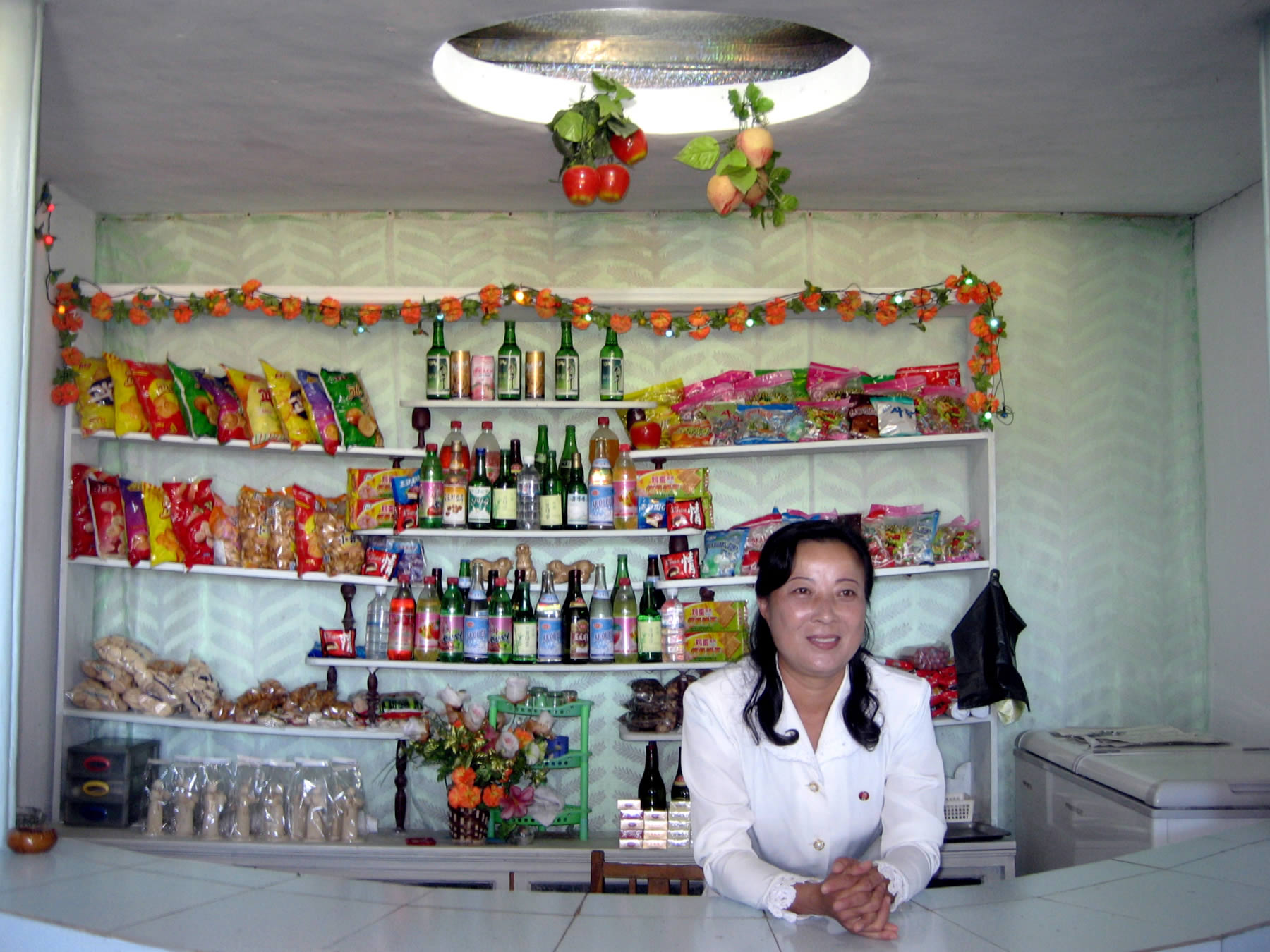
Tenda Cooperativa en Wonsan.

Wŏnsan té una fàbrica de processament de productes aquàtics, drassanes, empreses químiques, i una fàbrica de ciment.

## Transport
L'Estació de Wonsan està a la xarxa de carreteres i en la línia de ferrocarril elèctric Kangwon, amb connexions a Pyongyang i altres ciutats de Corea del Nord. La ciutat té una doble estació aèria (WON) amb finalitats militars i civils i està equipat amb pistes duals. Wonsan és també la terminal del ferri Mangyongbong-92, l'única connexió directa entre Japó i Corea del Nord, via habitual de transport entre la col·lectivitat coreana resident al Japó.

## Mitjans de comunicació
L'Estació Central de Radiodifusió de Corea manté un transmissor de radiodifusió d'ona mitjana de 250 quilowatts en 882 kHz AM.

## Educació
Wŏnsan és la llar de diverses universitats, entre elles la Universitat de Songdowon, la Universitat Kumgang, la Universitat Tonghae, Universitat d'Economia Jong Jun Thaek, la Universitat de Medicina de Wŏnsan, la Universitat d'Enginyeria Jo Gun Sil, la Primera Universitat d'Educació de Wŏnsan i la Universitat Ri Su Dok.

## Esports
La ciutat és la llar del Woonpasan Sports Group, un club de futbol que juga en la primera divisió de la Lliga de futbol de Corea del Nord. El jugador espanyol de bàsquet, Borja Sanz Quiza Q va jugar en l'any 2007 per a l'equip de la ciutat, en la primera divisió nord-coreana.

## Turisme

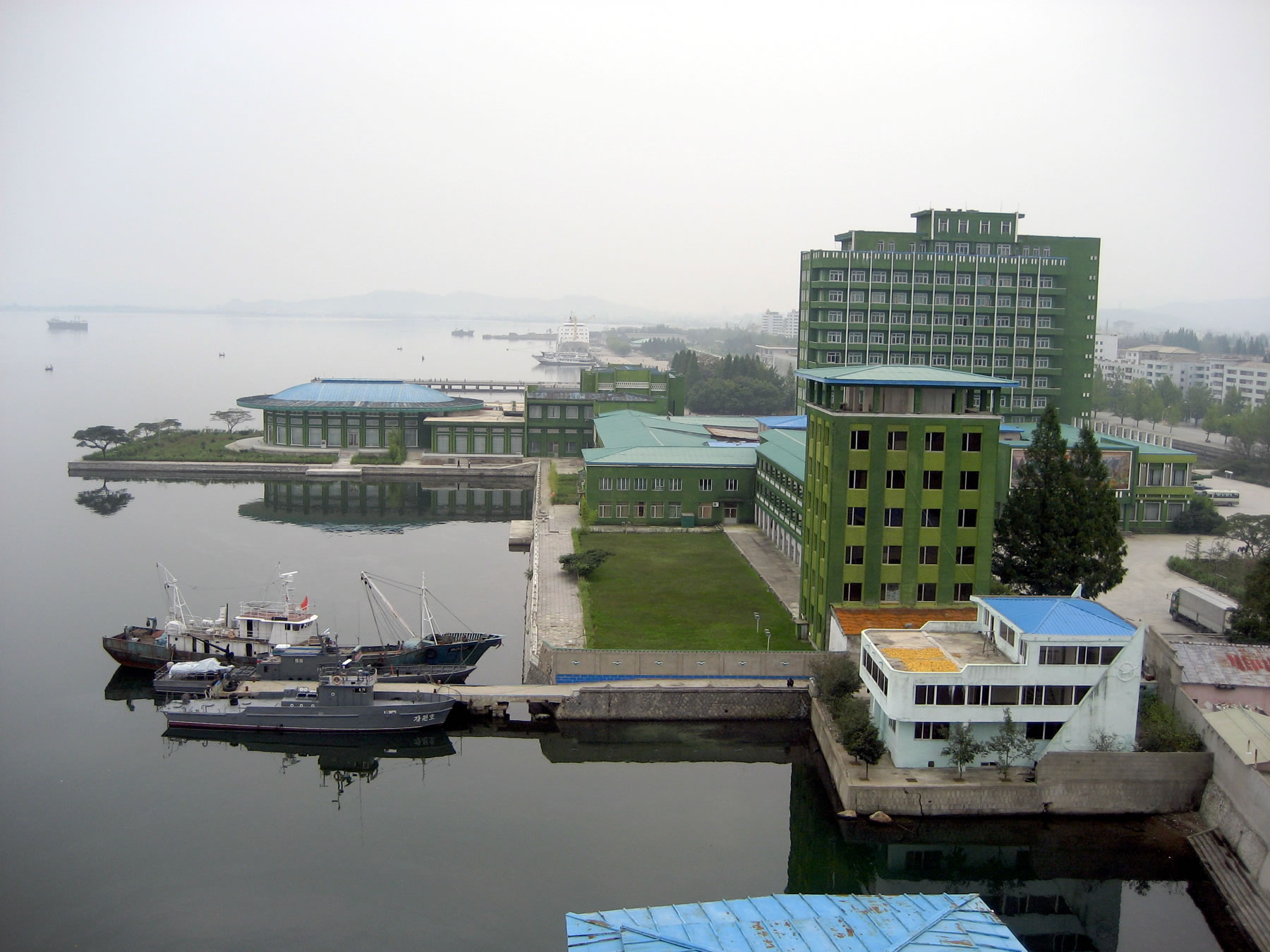
Hotel Tongymyong.

Els indrets més famosos prop de Wŏnsan són el Llac Sijung, la Muntanya Kumgang, els temples budistes Anbyon Pohyonsa i Sogwangsa, i l'Església alemanya de l'Abadia territorial de Tokwon, actualment utilitzat per la Universitat d'Agricultura de Wonsan. Prop de Songdowon es troben els banys d'aigua de mar excepcionalment clara, famosa destinació turística entre els nord-coreans. Els pins són abundants a la zona dels voltants, i s'ha designat un centre de turisme nacional. També en les rodalies es troba el Songdowon International Children's Camp, que rep als adolescents i joves per a l'intercanvi cultural entre Corea del Nord i diversos països estrangers.
El 2013 Kim Jung-un ordenà la creació d'un complex turístic, el qual seria el primer del país, inspirat en Marina d'Or. El complex turístic conté 170 edificis en el seu disseny.

## Personatges il·lustres
- Kim Ki-Nam (1926-Present), polític, diplomàtic, i secretari del Partit del Treball de Corea.

## Ciutats agermanades
- Vladivostok, Rússia.[5]
- Puebla de Zaragoza, Mèxic.[6]